# Estádio Mauro Sampaio
Het Estádio Mauro Sampaio is een multifunctioneel stadion in Juazeiro do Norte, een stad in Brazilië. De bijnaam van het stadion is 'Romeirão'. 
Het stadion wordt vooral gebruikt voor voetbalwedstrijden, de voetbalclub ADRC Icasa maakt gebruik van dit stadion. In het stadion is plaats voor 16.000 toeschouwers. Het stadion werd geopend in 1970.